# 鏡優雅
鏡 優雅（かがみ ゆうが、7月11日 - ）は、日本の俳優・声優。プロダクション・エース所属。埼玉県出身。

## 人物
2011年9月まで同人舎プロダクションに所属していた。
趣味はボーリング、ビリヤード、舞台鑑賞。特技はカーアクション、ガンアクション、書道。

## 出演作品

### テレビアニメ
- ゴルゴ13（2008年、警官隊隊員）
- 全力ウサギ（2008年、全力寺の和尚）
- B型H系（2010年、司会者）
- LUPIN the Third -峰不二子という女-（2012年、外人[3]）
- LOVE STAGE!!（2014年、被疑者）
- 機動戦士ガンダムUC RE:0096（2016年、整備兵、クルー）

### OVA
- 真救世主伝説 北斗の拳 ユリア伝 (2007年)
- 機動戦士ガンダムUC（2011年、クルー）

### ゲーム
- ワールドサッカーウイニングイレブン9（2005年）
- The Elder Scrolls Online（2014年、ヴェランディス・レイヴンウォッチ伯爵、ネラモ、伝えし者テレヌス、ダーコラク皇帝 他）
- Fallout 76（2018年）
- MUSICUS!（2019年、八木原隆志）

### 吹き替え

#### 映画
- ウィナー テークス オール（ニュースキャスター、サイラス祖父）
- Virginia/ヴァージニア（エドガー・アラン・ポー〈ベン・チャップリン〉）
- オー!マイレディ
- ゲッタウェイ2009（ホープ刑事）
- 声をかくす人（エドウィン・スタントン〈ケヴィン・クライン〉）
- GOAL!3（ゴードン）
- カウボーイ & エイリアン
- ザ・キャプティプ（オーナー〈ゲイリー・コーエン〉）
- ザ・メタ・シークレット（ジェイ・エイブラハム）
- ストレイ・ドッグ（ジェリー）
- セブン・サイコパス（ザカリア・リグビー（トム・ウェイツ））
- ダークネス・ビギンズ（ルーク）
- デビル・インサイド
- デュプリシティ 〜スパイは、スパイに嘘をつく〜
- ナルニア国物語/第3章: アスラン王と魔法の島（パグの衛兵②）
- 忍者VSカンフー（スピロギー）
- ハリー・ポッターと死の秘宝 PART1（魔法省の男性）
- バロン ほらふき男爵の冒険（ヘルメス（ラルス・ルドルフ））
- ファイナル・デスメッセージ（デルク）
- マイティ・ソー/ダーク・ワールド（衛兵5）
- マスター・オブ・ザ・ドラゴン
- ミート・ザ・ペアレンツ3
- ラッシュ/プライドと友情（F3実況アナ）
- ワイルド・バレット（レスター（デヴィッド・ウォーショフスキー））

#### テレビドラマ
- アンダーカバー・ボス2 社長潜入調査（スティーヴン・フォスター）
- THE EVENT/イベント（イーリアス・マルティネス大統領（ブレア・アンダーウッド））
- NCIS 〜ネイビー犯罪捜査班
- エバーウッド 遥かなるコロラド（ランディ 他）
- オー!マイレディ（チョン・ユンソク）
- クリミナル・マインド5 FBI行動分析課
- クリミナル・マインド7 FBI行動分析課
- 孔子（荘公）
- 項羽と劉邦 King's War（魏豹）
- コバート・アフェア シーズン2
- The Confession -コンフェッション-（アーティ（マイケル・バダルコ））
- ザ・パシフィック
- CSI:マイアミ
- 水滸伝 All Men Are Brothers（高俅〈レイ・チーホン〉）
- チャーリー・シーンのハーパー★ボーイズ（デーブ）
- トンイ（ミン武官）
- ハリーズ・ロー 裏通り法律事務所
- プロポーズ大作戦 〜Mission of Love
- ヤング・スーパーマン
- ユーリカ シーズン3
- 私はラブ・リーガル3

#### アニメ
- ちいさなプリンセス ソフィア（クオン皇帝、マグナス国王）
- キャスパーのオバケ学園（スリザー、キャッピー）
- トロン：ライジング（カトラー）

#### その他
- アプレンティス3/セレブたちのビジネス・バトル（ロッド・ブラゴジェビッチ）

### ドラマCD
- 百錬の覇王と聖約の戦乙女（ヘグニ[4]）

### テレビCM
- ケロッグ・コーンフロスティ（トニー・ザ・タイガー〈2代目〉）